# The Day the Clown Cried
Pour plus de détails, voir Fiche technique et Distribution.
The Day the Clown Cried (signifiant Le jour où le clown pleura - mais le tournage révélait que le titre français de préparation était Un jour le clown pleura) est un film américain de 1972, inédit, réalisé par Jerry Lewis. C'est une adaptation de l'œuvre éponyme de Joan O'Brien et Charles Denton publiée en 1962. 
Controversé, le fait qu'il n'ait jamais eu de sortie officielle lui confère une réputation de film maudit aux yeux des historiens et des cinéphiles.

## Synopsis
Pendant la Seconde Guerre mondiale, Helmut Dorque est un clown déprimé, ancien du grand German Circus, qui connut jadis le succès lors de tournées avec les Ringling Brothers (en). À présent dépassé, Helmut n'inspire plus aucun respect au sein du cirque. Après s'être fait déclasser à cause d'un malencontreux accident dont il fut responsable lors d'une représentation, il parle de ses problèmes à sa femme, qui lui conseille de travailler pour son propre compte. Avant qu'il puisse rassembler le courage nécessaire pour se défendre face à ses adversaires, il surprend une conversation entre le clown principal Gustav et le responsable du cirque au sujet de son licenciement. Affolé, Helmut est arrêté dans un bar par la Gestapo pour avoir vociféré contre l'Allemagne et contre Adolf Hitler. Après un interrogatoire, il est emprisonné dans un camp de concentration pour prisonniers politiques. Pendant les trois ou quatre années suivantes, il espère et attend une occasion de plaider sa cause.
Il tente de soigner sa réputation parmi les autres prisonniers en vantant son brillant passé. Son seul ami dans le camp est un Allemand au grand cœur nommé Johann Keltner, dont le motif d'internement n'est pas précisé, mais vraisemblablement lié au fait d'être un pasteur au franc-parler à l'encontre des nazis. Les autres le pressent de leur montrer de quoi il est capable, mais il n'en fait rien, réalisant qu'en fait il n'est pas si bon qu'il le prétend. Frustrés, les prisonniers le battent et l'abandonnent dans la cour. Soudain, il aperçoit un groupe d'enfants riant de lui de l'autre côté du camp, là où sont isolés les prisonniers juifs. Ressentant le besoin d'être à nouveau apprécié, Helmut se met en scène pour eux et les amuse jusqu'à ce que le nouveau commandant de la prison ordonne qu'on le stoppe.
Les gardes de la SS l'assomment immédiatement et repoussent les enfants loin de la barrière de barbelés. Horrifié du traitement infligé par les nazis aux enfants, Keltner défie un gardien au combat, mais il meurt rapidement sous les coups. Helmut, pendant ce temps, est placé en isolement. Voyant en lui une utilité, le commandant l'affecte au chargement des enfants juifs dans les trains à destination du camp, lui promettant que son cas sera réexaminé s'il accepte. Par un coup du sort, il atterrit dans un wagon à destination d'Auschwitz.
Comme on lui a offert la liberté s'il menait à bien sa mission, Helmut s'oblige à contrecœur à accomplir sa tâche. Après que les enfants ont pénétré dans la chambre à gaz, le remords le ronge tellement qu'il y entre aussi et se met à faire son spectacle.
La raison de ce dernier geste est sans doute qu'il souhaitait racheter son passé, mais certaines rares personnes à avoir vu ce film pensent que ce geste a pour but de sauver son propre ego. Alors que les enfants rient devant ce clown, ils meurent sous les effets du gaz, le Zyklon B.

## Fiche technique
- Titre : The Day the Clown Cried
- Réalisation : Jerry Lewis, assisté de Jean-Jacques Beineix
- Scénario : Joan O'Brien, Charles Denton et Jerry Lewis
- Production : Nat Wachsberger
- Photographie : Rune Ericson
- Format : couleur, mono
- Pays :  États-Unis, Suède, France
- Langue : anglais

## Distribution
- Jerry Lewis : Helmut Dorque
- Harriet Andersson : Ada Dorque
- Anton Diffring : Capitaine Curt Runkel
- Ulf Palme : Johann Keltner
- Pierre Étaix : Gustav le Grand
- Tomas Bolme : Adolf
- Jonas Bergstrom : Franz
- Bo Brudin : Ludwig
- Lars Amble : le gardien du camp de concentration
- Peter Ahlm : 1er nouveau prisonnier
- Lars Amble : Gardien
- Claude Bolling : le chef d'orchestre
- Armand Mestral : le directeur du cirque
- Heinz Hopf : 1er officier de la Gestapo

## Production
En 1971, alors qu'il se produit à l'Olympia, Jerry Lewis se vit offrir par Nathan Wachsberger la chance de jouer et de réaliser le film avec un financement complet de la part de la compagnie de production et de Europa Studios. Avant cette offre, plusieurs vedettes comme Bobby Darin, Milton Berle et Dick Van Dyke ont décliné l'offre. Lewis était lui-même réticent à prendre le rôle, surtout après avoir lu le script. Son autobiographie, Jerry Lewis in Person, en parle d'ailleurs : « La pensée de jouer Helmut me terrorisait ». En plus, il avait le sentiment que son jeu était mauvais, en raison du sujet dramatique. Il demanda à Wachsberger : 

« Pourquoi n'essayez-vous pas Sir Laurence Olivier ? Je veux dire, il ne trouve pas trop difficile le fait de jouer Hamlet mourant par étranglement. Mon job c'est la comédie, Mr. Wachsberger, et vous me demandez si je suis prêt à délivrer des enfants condamnés à la chambre à gaz ? Ho-ho. Petit rire — comment vais-je m'y prendre ? »

Après avoir relu les premières indications de Joan O'Brien et Charles Denton, Lewis sentit qu'il pourrait faire quelque chose qui en vaille la peine et que les horreurs de l'Holocauste et de la Seconde Guerre mondiale devaient être dites. Il signa donc le projet immédiatement après cela, mais, pour pouvoir faire ce film, il dut d'abord se mettre d'accord avec le Caesars Palace à Las Vegas où il jouait pendant un mois, pour remplir son contrat annuel de 4 semaines. En février 1972, il se rendit aux camps de concentration d'Auschwitz et de Dachau et prit quelques photos d'extérieur des bâtiments à Paris pour le film, tout en retravaillant le script. Il aurait perdu 40 livres pour tourner les scènes au camp de concentration. Le tournage commença à Paris en mars 1972, mais il fut accompagné de nombreux problèmes. Le matériel et les équipements nécessaires au film étaient perdus ou en retard dans la livraison, et l'argent du budget n'arrivait pas non plus. Lewis aurait promis que l'argent arrivait avec Wachsberger, qu'on n'a pas vu sur les plateaux.
Jerry Lewis tourna durant une semaine à Paris, au Cirque d'Hiver des frères Bouglione. Un de ses assistants à la réalisation n'était autre que Jean-Jacques Beineix, qui travaillait alors pour la première fois sur un long-métrage. Confronté à de grosses difficultés et rongé par l'angoisse, Lewis ne dormait que très peu et consommait beaucoup d'amphétamines. Son budget se retrouvant du jour au lendemain considérablement réduit, Lewis dut écourter le tournage et payer les techniciens de sa poche. N'ayant pu obtenir de figuration au Cirque Bouglione, il remania en catastrophe le scénario original et décida finalement de mettre en scène une répétition plutôt qu'un spectacle, ce qui justifierait que les personnages évoluent sous un chapiteau désert : ainsi, Pierre Etaix était le clown Gustav le Grand, Armand Mestral le directeur du cirque et Claude Bolling jouait le chef d'orchestre de celui-ci. Certaines scènes d'intérieur furent également tournées avec Harriet Andersson. Par solidarité envers Lewis, tous les acteurs français de la distribution acceptèrent de tourner bénévolement pour lui. Les négatifs originaux de ces scènes de cirque sont aujourd'hui la propriété des héritiers de Nathan Wachsberger, qui les fit confisquer juste avant que Lewis quitte la France pour continuer le tournage en Suède. Un malheur n'arrivant jamais seul, Lewis, qui logeait avec son équipe au George V, eut la désagréable surprise de se voir présenter l'intégralité de la note d'hôtel, qu'il dut régler de sa poche.
Wachsberger manqua non seulement à son obligation d'apporter l'argent pour finir le film, mais changea d'avis et ne voulait déjà plus produire le film avant le début du tournage. Il avait versé à Joan O'Brien, l'auteur, les 5 000 dollars des droits de départ, mais ne lui envoya pas les 50 000 dollars dus préalablement à sa production. En résumé, le film se tournait alors qu'il n'avait pas de droit légal. Ne voulant pas abandonner le projet, Lewis avança les frais de production lui-même pour finir le tournage, mais les différentes parties impliquées dans le paiement des droits ne purent jamais aboutir, autrement le film aurait très bien pu sortir en salles. Une fois le film tourné et « dans la boîte », Lewis déclara à la presse que Wachsberger avait failli à ses obligations de producteur. Wachsberger se vengea en menaçant d'intenter un procès pour « rupture de contrat » et affirma qu'il avait assez d'argent pour terminer le film et pour sa sortie sans l'aide de Lewis. Voulant prévenir de l'éventuelle perte du film, Lewis prit le film monté brut, pendant que le studio gardait la totalité du négatif.

### Montage
Lewis aurait possédé la seule copie connue du film sur cassette vidéo, qu'il garda sous clé dans son bureau. La localisation du négatif original est inconnue. Il refusait de parler du film dans les interviews et les journalistes étaient prévenus de ne pas aborder le sujet en sa présence. Parfois, le film est montré en projections privées organisées par la haute sphère d'Hollywood. On ne sait pas d'où vient la copie du film. Il y a plusieurs années, un homme mentionna le film devant Lewis pendant un de ses discours de promotion, en disant qu'il y aurait des rumeurs comme quoi le film pourrait bien éventuellement sortir. Jerry Lewis répondit « Ce n'est pas votre fichu problème ! »
Le 18 juillet 2012, le cinéaste français Xavier Giannoli annonce, lors de sa participation à une émission de France Inter, posséder une copie du film et l'avoir montrée à quelques personnes, dont le critique Jean-Michel Frodon. Celui a publié un article consacré au film et intitulé Jerry Made His Day dans l'ouvrage collectif The Last Laugh, Strange Humors of Cinema dirigé par Murray Pomerance . La version française de ce texte est parue dans la revue Trafic sous le titre « Le Jour de Jerry, et la nuit ». 

### Critiques et modifications
Bien qu'il n'y eut aucune publicité autour du film, celui-ci devint une sorte de légende presque immédiatement après sa production. La controverse est centrée sur la grande rumeur au sujet de son goût douteux et son insensibilité, mais aussi autour du fait que Lewis tiendrait le rôle-titre faisant ainsi une parenthèse dans sa carrière d'acteur déjà longue.
En mai 1992, un article paru dans le magazine Spy recueillit les paroles de Harry Shearer, acteur, qui vit le film en 1979 dans sa version montée brute :

« En général, dans de ce genre de chose, nous trouvons que l'anticipation ou le concept est meilleure que la chose elle-même. Mais voir ce film fut vraiment terrifiant, dans le sens où nous sommes rarement en présence d'un pur cas d'école. Ici, c'était bien l'occasion. Ce film était si épouvantablement mauvais, son discours pathétique et son jeu de comédie si déplacés, que même dans les meilleures dispositions, on ne pouvait imaginer une quelconque amélioration, et le voir autrement que ce qu'il était réellement. Tout ce que nous pouvions dire devant cela, c'était : « Oh mon dieu ! » »

Harry Shearer vint à parler aussi de la raison pour laquelle Jerry Lewis a fait le film : il pensait que « L'Académie ne pouvait l'ignorer. » De plus, après avoir vu le film, il dit que le film était « atroce », ce qui l'aurait rendu furieux. Lorsqu'on lui demanda de résumer globalement son expérience du film, il répondit que la métaphore la plus évocatrice qu'il puisse exprimer était « comme si vous atterrissiez sur Tijuana et soudain voyiez une peinture du Camp de concentration et d'extermination d'Auschwitz faite sur velours noir. Vous penseriez alors « Mon Dieu, attendez un instant ! Mais ce n'est pas drôle, ce n'est pas bon du tout, on essaye de faire passer à toute force et complètement de travers une émotion puissante. » »
Ce même article rapporta les paroles de Joan O'Brien qualifiant le film de « désastre ». L'article parle aussi du fait qu'elle et l'auteur original du script, Charles Denton, n'autoriseront jamais la sortie du film, en partie à cause des changements que Lewis fit dans le script qui rendit le clown plus sympathique et plus ressemblant à Emmett Kelly. Dans le script original, le protagoniste est arrogant, égocentrique, s'appelant Karl Schmidt, qui était un « vrai bâtard », d'après Joan O'Brien. Dans le script de O'Brien, le personnage principal aurait essayé de se servir de sa femme, qui connaissait Monsieur Loyal, afin de donner un meilleur tour comique, et il en aurait informé pratiquement tous les gens qu'il connaissait après avoir été interrogé pour s'être moqué de Hitler. Elle affirma que le projet original racontait l'histoire d'un homme égoïste prenant conscience de ce fait et voulant se racheter, mais que Lewis changea la quasi-totalité de celle-ci en une sombre comédie chaplinesque.

## Postérité
Au début des années 1980, le retour de Jerry Lewis avec le film Au boulot... Jerry ! rencontre le succès en Europe et « Europa Studios » annoncèrent leur projet d'éditer le négatif du film puis le sortir. O'Brien mit fin à la rumeur en affirmant que le film ne sortirait jamais. Plus tard, Jim Wright révéla à la presse son projet de produire une nouvelle version de The Day The Clown Cried et fit mention du fait qu'il pensait à Richard Burton pour le rôle-titre. Malgré les bruits à propos du projet, rien de concret ne se fit. En 1991, le producteur Michael Barclay annonça que lui et Tex Rudloff (peut-être aussi avec l'aide de Jack Abramoff) étaient en train de préparer une coproduction du  Clown avec le studio de cinéma russe Lenfilm. On aurait proposé le rôle principal à Robin Williams à qui on donna une copie du script. Jeremy Kagan, qui réalisa L'Élu (The Chosen), aurait proposé de réaliser le film, mais encore une fois, l'idée fut abandonnée. Robin Williams joua plus tard en 1999 un rôle dans un drame se situant dans un camp de concentration, Jakob le menteur. En 1994, la rumeur désignait William Hurt pour le rôle également.
En ce qui concerne Jerry Lewis, il n'abandonna jamais l'espoir que son projet chéri naîtrait un jour. D'après un chapitre de son autobiographie, Jerry Lewis en personne, il essayait encore de clarifier le litige et ainsi retourner en Suède pour prendre des photos extérieures de bâtiments, éditer le montage et sortir le film. « Un jour ou l'autre, je le finirai », écrit-il, « Le film doit être vu, si ce n'est par personne d'autre, au moins par tous les enfants du monde qui ont entendu parler de cette chose qu'est l'holocauste. »
En août 2015, Jerry Lewis déclare avoir finalement cédé les négatifs du film à la bibliothèque du Congrès (la bibliothèque nationale américaine conserve d'importantes collections), sous la condition expresse de ne pas les diffuser avant au moins 10 ans,. La bibliothèque autorise la consultation en 2024 mais déclare cependant qu'elle ne possède pas de version complète du film.
En 2024 sort le documentaire From Darkness to Light de Michael Lurie et Eric Friedler, consacré à The Day the Clown Cried  et inclus des extraits inédits.